# Мари, Стефано де
Стефано де Мари (итал. Stefano De Mari; Генуя, 1593 — Генуя, 1674) — дож Генуэзской республики.

## Биография
Родился в Генуе в 1593 году, третий сын Франческо де Мари (трижды сенатора Республики) и Лелии Паллавичини. Получил хорошее образование в областях литературы, поэзии, философии и права. Согласно историческим источникам, изучал литературу и юриспруденцию в университете Пармы, но решил поступить на военную службу в возрасте 35 лет, после начальной карьеры в Банке Сан-Джорджо.
В 1613 году был переведен на юг полуострова, где в течение двадцати лет отвечал за управление некоторыми семейными владениями: в княжестве Аквавива, синьориях Кастельпагано и Кастельвенере, герцогстве Кастелланета, графстве Джоя-дель-Колле, синьориях Ларино, Прочида и Телезия. В этот период он также бывал в семейных владениях на Корсике и в Верчелли.
Он вернулся в столицу около 1638 года, получив государственную должность в военном магистрате. В следующем году и до 1643 года он представлял интересы Банка Сан-Джорджо в правительстве. В 1643—1649 годах служил сенатором и поверенным Республики, президентом магистрата масла, членом военного магистрата (1646) и финансовый директор генуэзского банка до 1649 года.
В ноябре того же года Стефано Де Мари был назначен специальным послом при дворе испанского короля Филиппа IV, где он, от имени Генуи, попытался наладить отношения между двумя странами после инцидента с королевой Марией Анной Габсбургской. Королева ожидала в Генуе корабля в Испанию, но по совету герцога Македы, врага генуэзцев, король приказал ей покинуть Геную и отбыть в Мадрид из Финале, порта на западе Лигурии. 9 декабря посол Де Мари прибыл в испанскую столицу и через три дня был принят в загородной резиденции короля вместе с другими генуэзскими представителями. Поначалу встреченный холодно, в ближайшие два года де Мари завоевал себе благоприятную репутацию. Тем не менее он не брезговал и заботой о своих личных коммерческих интересах в Испании.
В январе 1652 года он покинул Мадрид и вернулся в Геную 10 февраля. Здесь он возобновил свою общественную деятельность и стал членов магистрата государственных инквизиторов, а позже — членом военного магистрата (1654). В чуме, постигшей Геную и Лигурию между 1656 и 1657 годами, де Мари оказывал помощь больным и поддерживал правительство в условиях кризиса, вызванного эпидемией.
Был избран дожем 13 апреля 1663 года, став одновременно королем Корсики.

### Правление и последние годы
Среди важных событий его мандата, особенно во внешней политике, следует отметить помощь императору Леопольду I в судебном процессе против наступления Османской империи в Трансильвании (австро-турецкая война 1663—1664). Однако в то же время дож направил в Константинополь своих дипломатов, чтобы поддерживать диалог с султаном Мехмедом IV.
12 апреля 1665 года завершил свой мандат, после чего служил президента магистрата Корсики (1665, 1667), военного магистрата (1666) и покровителем Банка Сан-Джорджо.
Умер в Генуе в 1674 году в своем дворце напротив церкви святого Георгия и был похоронен в церкви Святой Марии в Кастеллетто, построенной его прадедом.

### Личная жизнь
Стефано Де Мари был женат дважды. От первого брака с Валерией Де Марини он имел сыновей Джованни Феличе (священник), Агостино (иезуит), Николу и Джироламо (дож в 1699—1701). Овдовев, он женился на Ливии Марии Леркари, которая родила ему сыновей Доменико Марию (дож в 1707—1709), Франческо, Терезу и Камилло.